# Tilloclytus nivicinctus
Tilloclytus nivicinctus är en skalbaggsart som först beskrevs av Louis Alexandre Auguste Chevrolat 1862.  Tilloclytus nivicinctus ingår i släktet Tilloclytus och familjen långhorningar.
Artens utbredningsområde är Kuba. Inga underarter finns listade i Catalogue of Life.